# Chamaeclea basiochrea
Chamaeclea basiochrea är en fjärilsart som beskrevs av Barnes och Mcdunnough 1916. Chamaeclea basiochrea ingår i släktet Chamaeclea och familjen nattflyn. Inga underarter finns listade i Catalogue of Life.